# Royal Tunbridge Wells
Royal Tunbridge Wells (de obicei numit prescurtat Tunbridge Wells) este un oraș și un district ne-metropolitan (districtul este numit doar Tunbridge Wells) situat în Regatul Unit, în comitatul Kent, regiunea North West, Anglia. Districtul are o populație de 104.600 locuitori, din care 75.000 locuiesc în orașul propriu zis Royal Tunbridge Wells.

## Orașe din district
- Paddock Wood
- Southborough
- Royal Tunbridge Wells

## Personalități născute aici
- Victor McLaglen (1886 - 1959), boxer, actor;
- Emma Corrin (n. 1995), actriță.

## Vedeți și
- Listă de orașe din Anglia

1. ↑   https://tunbridgewells.gov.uk/council/councillors-and-meetings/how-the-council-works/the-mayor/past-mayors, accesat în 28 noiembrie 2022 Lipsește sau este vid: |title= (ajutor)
2. ↑   http://www.fallingrain.com/world/UK/G5/Royal_Tunbridge_Wells.html Lipsește sau este vid: |title= (ajutor)